# Culicoides novamexicanus
Culicoides novamexicanus är en tvåvingeart som beskrevs av Atchley 1967. Culicoides novamexicanus ingår i släktet Culicoides och familjen svidknott.
Artens utbredningsområde är New Mexico. Inga underarter finns listade i Catalogue of Life.